# Wyngaarts Lust
Wyngaarts Lust es una localidad de Guyana en la región Mahaica-Berbice. 

## Demografía
Según censo de población 2002 contaba con 870 habitantes.La estimación 2010 refiere a 901 habitantes.

Población económicamente activa
| Dato      | Funcio narios | Profesionales y técnicos | Clero | Comercio y Servicios | Act. agrícolas | Act. industriales | Ocup. elementales | S/D | Total |
| --------- | ------------- | ------------------------ | ----- | -------------------- | -------------- | ----------------- | ----------------- | --- | ----- |
| Población | 0             | 23                       | 8     | 71                   | 23             | 7                 | 53                | 273 | 454   |